# U Corvi
U Corvi är en pulserande variabel av Mira Ceti-typ (M) i stjärnbilden  Korpen.
Stjärnan har en visuell magnitud som varierar mellan +9,08 och lägre än 14,0 med en period av 282 dygn.